# سورين بوبا
سورين بوبا (بالإنجليزية: Sorin Popa؛ بالرومانية: Sorin Popa) هو رياضياتي وأستاذ جامعي روماني وأمريكي، ولد في 24 مارس 1953.

## الجوائز والتكريم
- جائزة أوستروفسكي (2009).[9]